# 잦은 방아
"잦은 방아"(Rice Mortar)는 한국에서 제작된 김병기 감독의 1989년 드라마 영화이다. 정은정 등이 주연으로 출연하였고 이원극 등이 제작에 참여하였다.

## 출연

### 주연
- 정은정
- 한명구

### 조연
- 김석훈
- 김하림
- 김용란
- 서영탁
- 오세장
- 박부양
- 곽진숙
- 문미란
- 유경애
- 김대현
- 권일정
- 김신명

## 기타
- 조명: 김윤덕
- 스틸: 박희재
- 조연출: 이정권
- 연출부: 오덕환
- 스크립터: 김미애
- 녹음: 손인호
- 효과: 이재희